# Campo de concentración de Salaspils

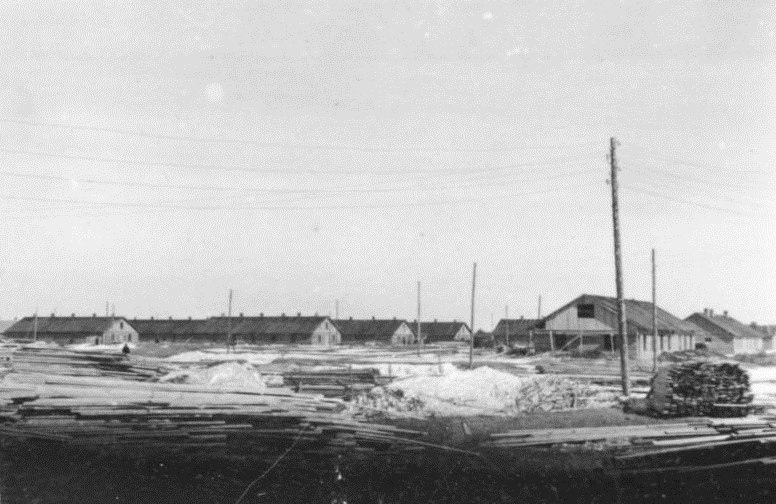
Campo de concentración de Salaspils en 1941 (fotografía de propaganda nazi).

El campo de concentración de Salaspils o campo de concentración de Kurtenhof fue fundado a fines de 1941 a unos 18 kilómetros al sureste de Riga, en Letonia. La burocracia nazi estableció distinciones entre los distintos tipos de campos y, dentro de esta clasificación oficial, Salaspils era una prisión y un campo de educación laboral (Polezeigegfängnis und Arbeitserziehungslager). La denominación de Kurtenhof se debe al nombre en alemán de la ciudad de Salaspils. 
La planificación para el desarrollo del campo y su estructura para los prisioneros fue modificada varias veces. En 1943, Heinrich Himmler consideró brevemente convertir el campo en un campo de concentración oficial (Konzentrationslager), con lo cual habría estado subordinado a la Oficina Central de Seguridad del Reich, pero esto no se hizo realidad.

## Plan original
En octubre de 1941, el Sturmbannführer de las SS Rudolf Lange empezó a planificar un campo de detención para que fuera construido en Salaspils. Este debía servir para confinar a las personas arrestadas en Letonia por la policía y también debía albergar a los judíos deportados de Alemania y de otros países. Lange, quien originalmente era el coordinador del Einsatzgruppen A, un escuadrón móvil de asesinos, inició un nuevo trabajo en diciembre de 1941 como comandante tanto de la policía de seguridad (Sicherheitspolizei) en Letonia como del Servicio de Seguridad (Sicherheitsdienst). 
El lugar seleccionado, cerca a la ciudad de Salaspils, era fácilmente accesible por la línea ferroviaria principal que conectaba Riga y Daugavpils, las dos ciudades más grandes de Letonia. Como parte de lo que pronto se conocería como "Solución Final", se separaron a los judíos de las judías para evitar que tuvieran hijos. En febrero de 1942, Lange, probablemente a causa de sus actos en Letonia, formó parte de la Conferencia de Wannsee, donde se anunció a la jerarquía nazi el plan de asesinar a todos los judíos de Europa.

## Construcción del campo y modificaciones del plan

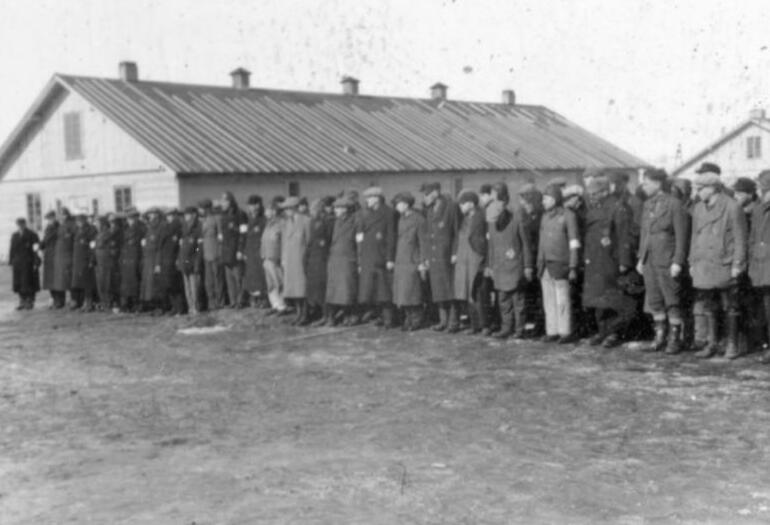
Lista de prisioneros en el campo de concentración de Salaspils, 22 de diciembre de 1941 (fotografía de propaganda nazi).

El primer tren con judíos alemanes llegó inesperadamente a Letonia en octubre de 1941, antes de que el campo de concentración de Salaspils estuviera finalizado. El tren había sido desviado de su destino original de Minsk a Riga. Los judíos del tren fueron albergados temporalmente en el campo de concentración de Jungfernhof ("KZ Jungfernhof") y, luego, en una zona delineada por los nazis en Riga, que sería más tarde conocida como el Gueto de Riga.
El sitio del campo fue preparado en octubre de 1941 por prisioneros de guerra soviéticos del campo sucursal de Salaspils Stalag 350/Z, por judíos checos deportados y por unos pocos judíos alemanes del KZ Jungfrauhof. A mediados de enero de 1942, por lo menos mil judíos del gueto de Riga fueron forzados a trabajar en la construcción del campo. El alojamiento insuficiente, las malas condiciones sanitarias, mala nutrición y un clima frío extremo ocasionaron un número increíble de muertes.
Los nazis habían planeado deportar a los últimos judíos restantes de Alemania para fines del verano de 1942. Para apoyar esta iniciativa, fueron revisados los planos del campo de Salaspils en un intento por permitir que el campo alojara a 15.000 judíos deportados de Alemania. Para entonces, el campo desempeñaba tres roles: prisión general de la policía, campo de prisioneros de la policía de seguridad y, finalmente, campo de trabajo forzado; sin embargo, el último plan de expansión no fue llevado a cabo.
Para el otoño de 1942, el campo comprendía 15 barracas, de las 45 que habían sido planificadas, y albergaba a 1.800 prisioneros. Si bien era una prisión y un campo de educación laboral, Salaspils se asemejó a un campo de concentración nazi en la manera como el trabajo fue organizado, los tipos de prisioneros, así como su tratamiento, como lo relataron una vez liberados.
Para finales de 1942, los reclusos del campo de Salaspils eran principalmente presos políticos (que habían sido originalmente encarcelados en la prisión central de Riga sin un debido proceso bajo "órdenes de custodia protectora") y extranjeros, como los retornados letones de la Unión Soviética, a quienes los nazis consideraban sospechosos. Además, cobijaba a prisioneros en reeducación y reclutas de las unidades colaboracionistas locales letones (Schutzmannschaften). En el campo solo había doce judíos: muchos de ellos fallecieron o regresaron a Riga en una condición débil. 

## Niños en Salaspils
Como resultado de haber llevado a cabo una "acción de lucha contra las pandillas" en la zona de la frontera letona-rusa entre enero y marzo de 1943, 2.288 personas fueron detenidas y llevadas a Salaspils, en ese momento ocupado por 1.990 prisioneros. Entre los reclusos se encontraron alrededor de 1.100 de los denominados "niños pandilleros", que habían sido recogidos en gran medida sin sus familiares o tutores adultos. Los niños serían alojados en casas y orfanatos, mientras que los jóvenes capaces de trabajar serían ubicados en granjas. Según otros planes, los niños serían enviados al departamento separado del campo de concentración de Majdanek. De hecho, fueron enviados al denominado "Campo de protección juvenil" en Tuchingen, Łódź.
La fiebre tifoidea y las malas condiciones sanitarias en las barracas separadas de los niños en Salaspils crearon una situación donde varios cientos de estos niños fallecieron; sin embargo, según la "Comisión extraordinaria del Estado soviético para investigar los crímenes fascistas alemanes" en torno a 12.000 niños habrían sido arrestados, de los cuales por lo menos 7000 eran judíos y fueron utilizados como donantes involuntarios de sangre para abastecer a los hospitales militares alemanes.

## Número de víctimas
Según algunos investigadores alrededor de 12.000 prisioneros pasaron por el campo durante el tiempo que estuvo operativo. Además de los judíos alemanes que perecieron durante la fase de construcción, unas 2.000 a 3.000 personas murieron allí, de los cuales destaca una cantidad particularmente alta de niños y jóvenes de las "zonas de pandillas". Andrej Angrick y Peter Klein argumentan que investigaciones posteriores han negado las aseveraciones de que Salaspils fue un campo de exterminio donde fueron asesinadas 53.000 personas.

## Historia posterior
A partir de 1949, se iniciaron procesos legales en contra de algunas de las personas responsables de los crímenes nazis en Letonia, incluyendo el gueto de Riga y los campos de concentración de Jungfernhof y Salaspils. Algunos acusados fueron condenados a prisión perpetua.
En 1967, se edificó un memorial en Salaspils, que incluía un cuarto de exhibición, varias esculturas y un gran bloque de mármol. Durante la época de la Unión Soviética, el grupo soviético Canto de Guitarras (del ruso: Поющие гитары) dedicó la canción Salaspils a los niños víctimas del campo.
En 1987, el grupo de rock uruguayo ZERO, dedicó la canción Riga al campo en su disco Visitantes.
Video: https://www.youtube.com/watch?v=cByxj9Yu4wA